# او. سی.
او. سی (انگلیسی: The O.C.)برنامه تلویزیونی درام نوجوان آمریکایی که از شبکهٔ فاکس پخش می‌شد.

## خلاصه ی داستان
در ابتدای سریال سندی و کریستین کوهن سرپرستی  "رایان آتوود", پسری  که توسط مادرش از خانه رانده شده و جایی برای ماندن ندارد را به عهده می‌گیرند. رایان پسری  از یک خانوادهٔ فقیر است  و ورود او به زندگی خانوادهٔ بسیار ثروتمند کوهن برای خود و اطرافیانش خالی از دردسر نیست!  رایان خیلی زود با "ست", تک پسر خانوادهٔ کوهن رابطهٔ دوستانه برقرار می‌کند و هم چنین کم کم به "ماریسا کوپر" دختر یکی از دوستان خانوادگی کوهن‌ها علاقه‌مند می‌شود.  این سریال که یک درام نوجوان است حول روابط رایان ,ماریسا, ست, سامر (دختر مورد علاقهٔ ست و نزدیک‌ترین دوست ماریسا) و دیگر دوستانشان که متاثر از روابط و وضعیت خانواده هایشان است می گردد. 
سریال ترکیه ای  جزر و مد نیز با الهام از این مجموعه ساخته شده‌است.